# Let's! 浜茶屋
Let's! 浜茶屋 恋のBattle Beach（レッツはまぢゃや こいのバトルビーチ）は、2004年7月19日にNEC・BIGLOBEが発売したWindows 98～XP用ゲームソフト。ジャンルは経営シミュレーションゲームだが、ギャルゲー的要素を前面に押し出した作りとなっている。また、販売方式がダウンロード販売のみである点も大きな特徴。

## ストーリー
主人公・風杜大地は夏休みの直前に、幼馴染みの汐里渚が公園で落ち込んでいるのを見かける。渚の家は民宿を営んでいるが、夏場は宝ヶ浜海水浴場で海の家「浜茶屋 汐里」を出すのが恒例になっている。しかし、今年は渚の父・誠一郎が足に怪我をしてしまい、浜茶屋を出せないのだと言う。
大地は意を決して浜茶屋を手伝うことにし、夏休みの始まりと共に四軒の海の家がしのぎを削る宝ヶ浜へ出向くのであった。

### スタッフ
- 開発：アルカディアエンターテイナー
- キャラクターデザイン：堀澤聡志

## ゲームの概要
シミュレーションパート
- 7月21日から8月末までの約6週間で、4店中トップの売上を達成することが目的。海岸はヘクスで仕切られており、気温やゴミの有無に気を配りながら陣地を確保し、時には敵陣で焚き火をして気温を上げるなどの妨害工作を行う。
- また、内政コマンドで四姉妹に料理修業をさせたり休憩を取らせたりしながら、4ターンで1日が終了する。

料理対決
- 敵陣に攻め込むと、或いは敵から攻め込まれると料理対決へ突入する。最初に四姉妹のうち3人を選んで料理メイン・料理サポート・接客担当を決め、勝負開始後は適宜、気温や客層に応じて必殺技を繰り出すと敵陣営の客を奪える。制限時間内でより多くの客を獲得した方の勝ち。
- 戦闘や内政コマンドの「料理修業」で経験を積むとレベルが上がり、超必殺技やメイン・サポートの2名の組み合わせで発動する合体技が使用可能になる。

アドベンチャーパート
- 経営状況や強制イベントの結果、ヒロインから何か質問された時の受け答えによってエンディングが変化する。

## 登場人物
風杜 大地（かざもり だいち）
主人公。高校2年生。空手道場の次男で、武者修行に出たきり行方不明の兄がいる。料理対決では解説者に。

### 浜茶屋 汐里
汐里 帆波（しおさと ほなみ）
汐里家四姉妹の長女。大学2年生。良く言えば非常にマイペース、悪く言えば重度の天然。軽食が得意。
汐里 渚（しおさと なぎさ）
次女。高校2年生で、大地と同じクラス。行動的で、売られた喧嘩は買わないと気が済まない性分。定食が得意。
汐里 江利華（しおさと えりか）
三女。中学1年生。容姿も性格も猫を彷彿とさせ、悪戯っぽい眼鏡っ娘。麺料理が得意。
汐里 みさき（しおさと - ）
四女。小学4年生。内気だが、家族の役に立ちたい気持ちは非常に強い。飲み物・冷菓担当。
汐里 誠一郎
四姉妹の父で民宿・汐里の経営者。足に怪我をしてしまい、浜茶屋を大地と娘たちに任せることに。

### 海皇軒
海皇 軍治（かいおう ぐんじ）
宝ヶ浜の西端に店を構える海の家・海皇軒の店主。四姉妹の母方の祖父だが、亡き娘の駆け落ち相手である誠一郎とは犬猿の仲。
浜風の騎士（はまかぜのきし）
軍治が連れて来た正体不明の男。格闘技を応用した個性的な料理を次々に創作する。
金 海幸（きん かいこう）
中華料理のシェフ。本場仕込みの味で海皇軒に客を呼び寄せる。

### ビーチハウス リュウグウ
竜哉（たつや）
オーナー。事ある毎に帆波を口説いているが、気付いてもらえない不運な男。
ケイト / ユーリ
2名の店員。西部劇調のスタイルが特徴で、お色気過剰気味の必殺技を繰り出しながら料理を作る。

### みづち亭
麗羅（れいら）
店主。特撮に登場する悪の女幹部の様なコスチュームを身に纏っている。性格はキツイが、子供には意外に人気があるらしい。
山村（やまむら） / 半村（はんむら）
2名の店員。麗羅に身も心も捧げている凸凹コンビ。元ネタは「ふしぎの海のナディア」に登場するグランディス一味のサンソン・ハンソン。

### その他
天渡 美代（あまと みよ）
宝ヶ浜の沖合に浮かぶ跳島（はねじま）にある天渡神社の宗主。料理対決で審判を務める。

## EZアプリ版
au・EZアプリで外伝的内容のアドベンチャーゲームが配信されている。全5タイトル。
- 恋愛アドベンチャー Let's! 浜茶屋（渚編）
  - Online恋愛アドベンチャー Let's! 浜茶屋
- EX恋愛アドベンチャー Let's! 浜茶屋（帆波編）
- EX恋愛アドベンチャー2 Let's! 浜茶屋（江利華編）
- EX恋愛アドベンチャー3 Let's! 浜茶屋（みさき編）
- EX恋愛アドベンチャー4 Let's! 浜茶屋（美代編）

## 雑記
- BIGLOBEのブログサービス「ウェブリブログ」で本作のテンプレートが提供されている。計4種類。
- 「BIGLOBEがギャルゲーを開発する理由、ITmedia、2004年03月03日」で、NECのSOHOソリューション事業部の伊藤博人は「BIGLOBEとしては、美少女ゲームの開発・配信はそれほど例がないかもしれないが、NECとして見れば、PCエンジン時代からのノウハウがある」と発言している。